# Karl Sievers (Admiral)
Karl Sievers (* 22. Februar 1868; † 1940) war ein deutscher Konteradmiral der Kaiserlichen Marine.

## Leben
Karl Sievers trat am 17. April 1886 in die Kaiserliche Marine ein. Er wurde als Kadett in die Marine eingestellt und direkt auf die Niobe kommandiert. Am 23. September des gleichen Jahres kam er zum Kadetten-Coetus auf die Marineschule. Am 14. Oktober 1890 erhielt er als Unterleutnant zur See die Reife zum Seeoffizier verliehen.
1896 war er als Leutnant zur See Assistent im Torpedoversuchskommando und zeitgleich auf der Friedrich Carl. 1898 war er Wachoffizier auf der Kurfürst Friedrich Wilhelm.
1910 wurde er im Admiralstab der Marine zum Kapitän zur See befördert.
Mit der erneuten Indienststellung als Schulschiff am 29. März 1911 war er bis März 1913 Kommandant der Vineta. Mit welcher er zwei Ausbildungsfahrten durchführte und welche während des Ersten Balkankrieges am Bosporus eingesetzt war. Ab 14. Mai 1913 war er Kommandant der neu in Dienst gestellten Kaiserin. Als Schiff der 6. Division nahm die Kaiserin an der Skagerrakschlacht teil, wurde zwar nicht getroffen, konnte aber auch keine Treffer verzeichnen. Bis Juli 1917 blieb er Kommandant der Kaiserin. Anschließend war er bis Kriegsende Inspektor der I. Marine-Inspektion. Am 27. Januar 1918 war er zum Konteradmiral befördert worden.
Zum 28. Januar 1919 wurde er aus der Marine verabschiedet.